# Лелу, Леонарду
Леонарду Фелипе Крус Лелу (порт. Leonardo Filipe Cruz Lelo; род. 30 марта 2000, Ольян) — португальский футболист, защитник клуба «Каза Пия».

## Клубная карьера
Лелу — воспитанник клубов «Лоулетану», «Витория Сетубал» и «Ольяненсе». В 2018 году он дебютировал за основной состав последних в Третьей лиге Португалии. В 2020 году Леонарду на правах аренды перешёл в «Портимоненсе», но так и не дебютировал за основной состав. В 2021 году Лелу стал игроком «Каза Пия». 7 августа в матче против «Академику де Визеу» он дебютировал в Сегунда лиге. 28 августа в поединке против дублёров «Бенфики» Леонарду забил свой первый гол за «Каза Пиа». По итогам сезона игрок помог клубу выйти в элиту. 7 августа 2022 года в матче против «Санта-Клара» он дебютировал в Сангриш лиге.

## Международная карьера
В 2023 году Лелу в составе молодёжной сборной Португалии принял участие в молодёжном чемпионате Европы в Грузии и Румынии. На турнире он был запасным и на поле не вышел.